# 金甌機場
金瓯机场（越南語：或）是位於越南金甌省金甌市的一个国内机场。于1933年建成。金瓯机场机场最初的主要用于军事目的，后来才改建成民用机场。

## 航线
- 越南国家航空（胡志明市）
- 越竹航空（河内市，自2023年4月）[1]